# Масгрейвтаун
Масгрейвтаун (англ. Musgravetown) — містечко в Канаді, у провінції Ньюфаундленд і Лабрадор.

## Населення
За даними перепису 2016 року, містечко нараховувало 564 особи, показавши зростання на 1,4%, порівняно з 2011-м роком. Середня густина населення становила 41,4 осіб/км².
З офіційних мов обидвома одночасно володіли 10 жителів, тільки англійською — 555. Усього 5 осіб вважали рідною мовою не одну з офіційних.
Працездатне населення становило 51,4% усього населення, рівень безробіття — 23,2% (33,3% серед чоловіків та 9,1% серед жінок). 92,9% осіб були найманими працівниками, а 5,4% — самозайнятими.
Середній дохід на особу становив $38 430 (медіана $25 984), при цьому для чоловіків — $47 247, а для жінок $27 938 (медіани — $37 888 та $19 371 відповідно).
23,9% мешканців мали закінчену шкільну освіту, не мали закінченої шкільної освіти — 30,3%, 45,9% мали післяшкільну освіту, з яких 12% мали диплом бакалавра, або вищий.
| Статево-вікова структура населення | Статево-вікова структура населення | Статево-вікова структура населення | Статево-вікова структура населення | Статево-вікова структура населення |
| ---------------------------------- | ---------------------------------- | ---------------------------------- | ---------------------------------- | ---------------------------------- |
|                                    |                                    |                                    |                                    |                                    |
| Всього                             | Всього                             | 48,2%51,8%                         |                                    |                                    |
| 0 — 14 років                       | 0 — 14 років                       |                                    | 13,3%                              | 13,3%                              |
| 15 — 64 років                      | 15 — 64 років                      |                                    | 58,4%                              | 58,4%                              |
| 65 і більше                        | 65 і більше                        |                                    | 28,3%                              | 28,3%                              |
| 85 і більше                        | 85 і більше                        |                                    | 2,7%                               | 2,7%                               |
| Середній вік (років)               | Середній вік (років)               | 46,648,3                           | 47,5                               | 47,5                               |
| Медіана (років)                    | Медіана (років)                    | 51,052,0                           | 51,4                               | 51,4                               |
| — чоловіки — жінки                 |                                    |                                    |                                    |                                    |

| Походження мешканців:     | Походження мешканців:     | Походження мешканців: | Походження мешканців: | Походження мешканців: |
| ------------------------- | ------------------------- | --------------------- | --------------------- | --------------------- |
| Походження                |                           |                       | осіб                  | %                     |
| Корінні американці        | Корінні американці        |                       | 0                     | 0%                    |
| Інше північноамериканське | Інше північноамериканське |                       | 335                   | 54.92%                |
| Європейське               | Європейське               |                       | 305                   | 50%                   |
| британське                | британське                |                       | 295                   | 48.36%                |

| Зайнятість населення за галузями (за класифікацією NOC): | Зайнятість населення за галузями (за класифікацією NOC): | Зайнятість населення за галузями (за класифікацією NOC): | Зайнятість населення за галузями (за класифікацією NOC): | Зайнятість населення за галузями (за класифікацією NOC): |
| -------------------------------------------------------- | -------------------------------------------------------- | -------------------------------------------------------- | -------------------------------------------------------- | -------------------------------------------------------- |
|                                                          |                                                          |                                                          |                                                          |                                                          |
| Управління                                               | Управління                                               |                                                          | 5,5%                                                     | 5,5%                                                     |
| Бізнес, фінанси та адміністрування                       | Бізнес, фінанси та адміністрування                       |                                                          | 7,3%                                                     | 7,3%                                                     |
| Природничі та прикладні науки                            | Природничі та прикладні науки                            |                                                          | 7,3%                                                     | 7,3%                                                     |
| Освіта, правозахист, муніципальні та урядові служби      | Освіта, правозахист, муніципальні та урядові служби      |                                                          | 9,1%                                                     | 9,1%                                                     |
| Мистецтво, культура, відпочинок та спорт                 | Мистецтво, культура, відпочинок та спорт                 |                                                          | 3,6%                                                     | 3,6%                                                     |
| Роздрібна торгівля та послуги                            | Роздрібна торгівля та послуги                            |                                                          | 29,1%                                                    | 29,1%                                                    |
| Гуртова торгівля, транспорт та обладнання                | Гуртова торгівля, транспорт та обладнання                |                                                          | 27,3%                                                    | 27,3%                                                    |
| Природні ресурси, сільське господарство                  | Природні ресурси, сільське господарство                  |                                                          | 7,3%                                                     | 7,3%                                                     |
| Виробництво                                              | Виробництво                                              |                                                          | 3,6%                                                     | 3,6%                                                     |

## Клімат
Середня річна температура становить 4,6°C, середня максимальна – 19,5°C, а середня мінімальна – -11,7°C. Середня річна кількість опадів – 1 169 мм.
| Клімат поселення                              | Клімат поселення | Клімат поселення | Клімат поселення | Клімат поселення | Клімат поселення | Клімат поселення | Клімат поселення | Клімат поселення | Клімат поселення | Клімат поселення | Клімат поселення | Клімат поселення | Клімат поселення |
| Показник                                      | Січ.             | Лют.             | Бер.             | Квіт.            | Трав.            | Черв.            | Лип.             | Серп.            | Вер.             | Жовт.            | Лист.            | Груд.            |                  |
| Середній максимум, °C                         | −0,71            | −1,24            | 2,31             | 7,26             | 12,12            | 16,54            | 19,49            | 19,51            | 15,54            | 10,46            | 5,63             | 0,50             |                  |
| Середня температура, °C                       | −5,91            | −6,44            | −2,89            | 2,05             | 6,92             | 11,34            | 15,97            | 15,98            | 12,01            | 6,94             | 2,11             | −3,01            |                  |
| Середній мінімум, °C                          | −11,12           | −11,65           | −8,08            | −3,16            | 1,71             | 6,12             | 12,46            | 12,46            | 8,50             | 3,43             | −1,4             | −6,54            |                  |
| Норма опадів, мм                              | 102              | 91               | 92               | 92               | 83               | 93               | 91               | 86               | 119              | 112              | 102              | 106              |                  |
| Середньомісячна швидкість вітру, м/с          | 6.11             | 5.87             | 5.78             | 5.50             | 5.06             | 4.86             | 4.60             | 4.69             | 5.16             | 5.56             | 5.84             | 6.06             |                  |
| Середньомісячна сонячна радіація, кДж/м²·день | 3866             | 6816             | 10655            | 14063            | 17126            | 19070            | 18931            | 15880            | 11789            | 6987             | 4018             | 2992             |                  |
| --------------------------------------------- | ---------------- | ---------------- | ---------------- | ---------------- | ---------------- | ---------------- | ---------------- | ---------------- | ---------------- | ---------------- | ---------------- | ---------------- | ---------------- |
| Джерело:                                      |                  |                  |                  |                  |                  |                  |                  |                  |                  |                  |                  |                  |                  |